# Casal Roveta

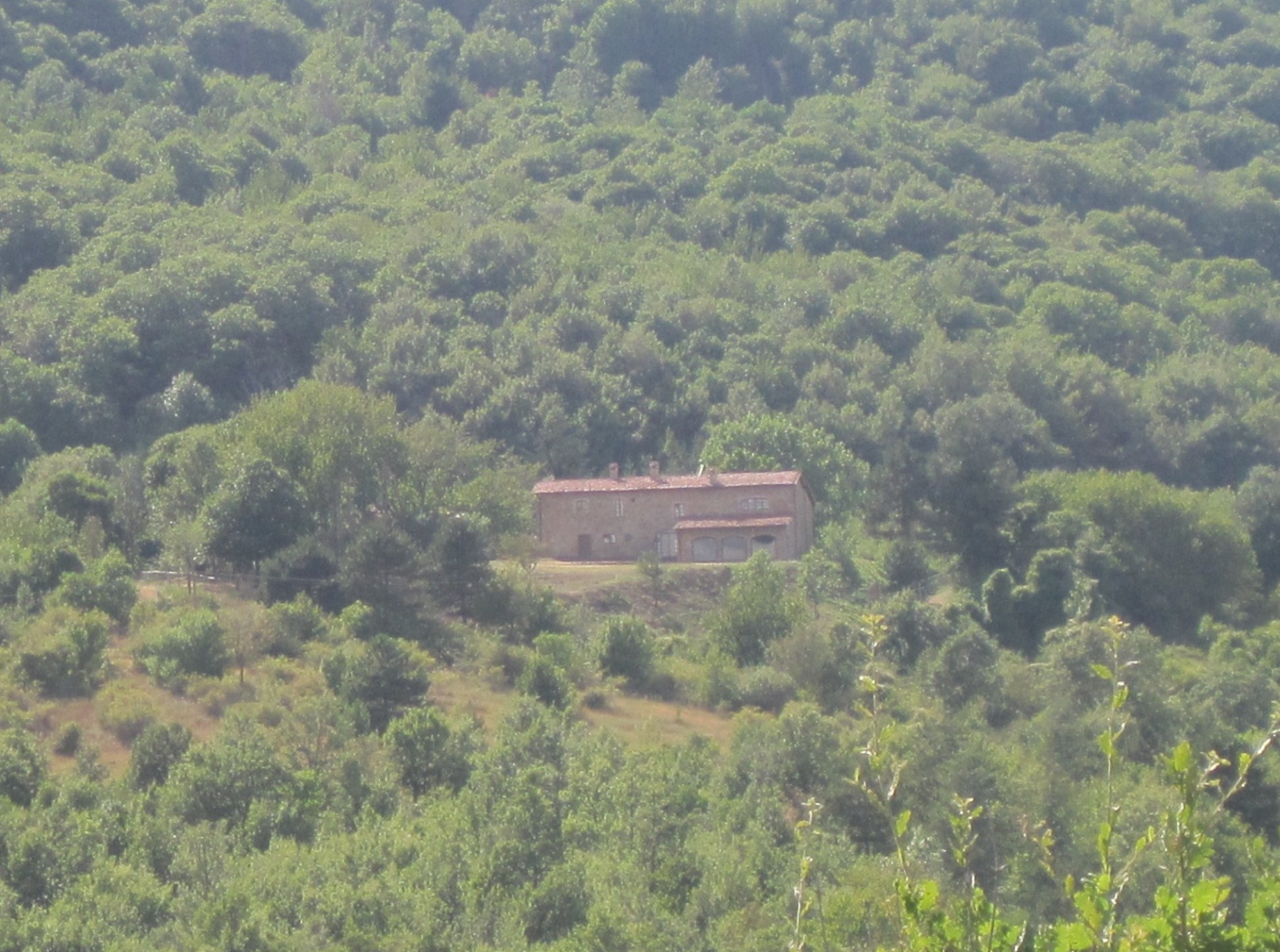
Veduta della Fattoria di Roveta da Zancona

Casal Roveta era il nome di un antico insediamento medievale scomparso, situato nella valle dell'Orcia, alle pendici del Monte Amiata, sulla prime propaggini del Monte Aquilaia, nel territorio comunale di Arcidosso (GR).

## Territorio
Il villaggio di Roveta era situato sulla riva destra del fiume Zancona, alle falde settentrionali di Monte Aquilaia, che separa le acque del torrente Trasubbie, tributario del fiume Ombrone, da quelle dello Zancona e dell'Ente che confluiscono nell'Orcia. Era situato nelle immediate vicinanze della frazione di Salaiola e distante circa due chilometri da Arcidosso.

## Storia
Secondo la tradizione, il borgo di Roveta era stato fondato da alcuni abitanti della Maremma, che per sfuggire alle invasioni dei "barbari" si erano insediati sul Monte Amiata. Il poeta Gian Domenico Peri avvalora questa idea raccontando come i villaggi di Roveta, Montoto e Talassa furono fondati dagli abitanti di Roselle, Ansedonia e Saturnia in seguito alla distruzione delle loro città. Il villaggio di Roveta, distante dal rione di Sant'Andrea d'Arcidosso poco più di un chilometro verso ovest, era già ricordato a partire dal IX secolo. Nel corso del XII secolo, gli abitanti di Roveta, aiutati da quelli di Montoto e Talassa (anch'essi insediamenti scomparsi di cui rimangono pochissime tracce), su richiesta dei conti Aldobrandeschi, iniziarono la costruzione della rocca di Arcidosso, dando così vita al paese e inizio alla sua fortificazione, con le imponenti mura. Nel corso dei secoli, gli abitanti di Roveta andarono poi a unirsi con gli abitanti di Arcidosso, trovando maggior riparo all'interno delle mura, mentre si andava sviluppando un altro insediamento nei dintorni del villaggio, ovvero quello di Salaiola. L'insediamento di Casal Roveta scomparve nei primi dell'Ottocento, con la perdita della sede parrocchiale nel 1787 e l'espansione di Salaiola, dotata nel 1863 di una propria chiesa.

## Testimonianze
Ad oggi, ciò che rimane del villaggio di Casal Roveta sono la fattoria di Roveta, con annessa la chiesa di San Girolamo a Roveta, oratorio dipendente dalla parrocchia di Sant'Andrea fino al 1787, anno in cui la sede parrocchiale fu traslocata nella Chiesa della Madonna delle Grazie.